# Aareameer
Het Aareameer, Zweeds: Aareajärvi, is een meer in Zweden. Het ligt in de gemeente Pajala op minder dan drie kilometer van de grens met Finland. Het meer ligt in het dal met dezelfde naam Aareavallei. De omtrek van het meer is niet altijd even duidelijk, omdat er in het dal zoveel moeras is. 